# Arnold Nesselrath

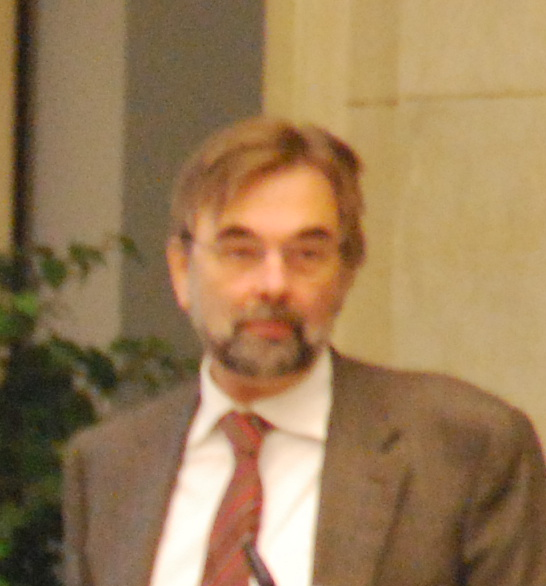
Arnold Nesselrath bei einer Fachtagung, 2011

Arnold Nesselrath (* 1952 in Aachen) ist ein deutscher Kunsthistoriker.
Nesselrath studierte Kunstgeschichte, Archäologie und Klassische Philologie an der Universität Mainz, dem Courtauld Institute of Art der University of London und der Universität Bonn. In Bonn wurde er mit einer Arbeit zum Fossombroner Skizzenbuch promoviert. Seit 1981 leitet er das Projekt des Census of Antique Works of Art and Architecture Known in the Renaissance, zunächst am Warburg Institute, dann an der Bibliotheca Hertziana, schließlich wurde 1995 das Projekt an die Humboldt-Universität zu Berlin überführt. 1982 begann seine Zusammenarbeit mit den Vatikanischen Museen. 1995 wurde er dort zum Direktor der Abteilung für byzantinische, mittelalterliche und moderne Kunst ernannt. Von 1996 bis 2017 war er außerdem als Professor für Mittlere und Neuere Kunstgeschichte mit dem Schwerpunkt Nachleben der Antike an der Humboldt-Universität zu Berlin tätig.
2020 erhielt Nesselrath die Winckelmann-Medaille der Stadt Stendal.

## Schriften
- als Herausgeber: Gherardo Cibo, alias Ulisse Severino da Cingoli. Disegni e opere da collezioni italiane. SPES, Florenz 1989.
- als Herausgeber: Discorsi sulle piante e sugli animali – Il Dioscoride colorito e miniato da Gherardo Cibo per Francesco Maria II della Rovere Duca d’Urbino. Edizioni dell’Elefante, Rom 1991, ISBN 88-7176-009-3.
- Das Fossombroner Skizzenbuch (= Studies of the Warburg Institute. Band 41). The Warburg Institute, London 1993, ISBN 0-85481-084-6.
- Raphael’s School of Athens (= Recent restorations of the Vatican Museums. Band 1). Ed. Musei Vaticani, Vatikanstadt 1996.
- Vaticano – La Cappella Sistina – Il Quattrocento (= Vaticano. Band 2). Ricci, Mailand 2004, ISBN 88-216-1152-3 (auch als englische Ausgabe).
- mit Ian Campbell: The Codex Stosch: Surveys of Ancient Buildings by Giovanni Battista da Sangallo. In: Pegasus. Band VIII, 2006, S. 9–90.
- Raphaël et Pinturicchio. Les grands décors des appartements du pape au Vatican. Hazan, Paris 2012, ISBN 978-2-35031-408-2.
- Der Zeichner und sein Buch. Die Darstellung der antiken Architektur im 15. und 16. Jahrhundert (= Cyriacus – Studien zur Rezeption der Antike. Band 5). Franz Philipp Rutzen, Mainz/Ruhpolding 2014, ISBN 978-3-447-10193-6.
- Raphael! Belser, Stuttgart 2020, ISBN 978-3-7630-2859-7 (auch als englische und italienische Ausgabe).